# Imán de samario-cobalto
Un imán de samario-cobalto es un tipo de imán de tierras raras, un fuerte imán permanente hecho de una aleación de samario y cobalto. Fueron desarrollados a principio de los años 1970 por Albert Gale y Dilip K. Das de la Raytheon Corporation. Son de manera general el segundo tipo más fuerte de imanes, menos fuertes que los imanes de neodimio, pero tienen mayores temperaturas de trabajo y una mayor coercividad. Son frágiles, y propensos a agrietarse y astillarse. Los imanes de samario–cobalto tienen productos de energía máximos (BHmax) que van desde 16 megagauss-oersted (MGOe) hasta 32 MGOe, que es aproximadamente entre 128 kJ/m³ y 256 kJ/m³; su límite teórico es de 34 MGOe, alrededor de 272 kJ/m³. Están disponibles en dos "series", llamadas Serie 1:5 y Serie 2:17.

## Serie 1:5
Esta serie de imanes de aleación samario-cobalto, generalmente escrita como SmCo5 o Serie SmCo 1:5, tiene un átomo de samario y cinco átomos de cobalto. Con respecto al peso, la aleación de este imán típicamente contendrá 36 % de samario con el resto de cobalto. Los productos de energía de estas aleaciones van desde el rango de 16 MGOe hasta 25 MGOe, lo que es aproximadamente 128 kJ/m³ - 200 kJ/m³. Estos imanes de samario-cobalto generalmente tienen un coeficiente de temperatura reversible de -0.05 %/°C. La saturación de magnetización puede ser alcanzada con un campo magnetizante moderado. Esta serie de imanes es más fácil de calibrar a un específico campo magnético que la serie de imanes SmCo 2:17.
En la presencia de un campo magnético moderadamente fuerte, los imanes desmagnetizados de esta serie tratarán de alinear su eje de orientación hacia el campo magnético. Entonces se volverán ligeramente magnetizados. Esto puede ser un problema si el pos-procesamiento requiere el imán sea laminado o revestido. El ligero campo que el imán recoge puede atraer escombros durante el proceso de laminado causando una potencial falla en el revestido o una condición mecánicamente fuera de tolerancia.

### Coeficiente de temperatura reversible
Br se desplaza con la temperatura y es una de las características importantes del rendimiento magnético. Algunas aplicaciones, tales como giróscopos inerciales y tubos de onda progresiva (TWT), necesitan tener un campo constante sobre un amplio rango de temperatura. El coeficiente de temperatura reversible (RTC) de Br se define como:
(∆Br/Br) × (1/∆ T) × 100%.
Para lograr estos requerimientos, los imanes de temperatura compensada fueron desarrollados a finales de los años 1970s. Para los imanes convencionales de SmCo, Br disminuye conforme la temperatura se incrementa. De manera inversa, para imanes de GdCo, Br se incrementa conforme lo hace la temperatura dentro de ciertos rangos de temperatura. Mediante combinar samario y gadolinio en la aleación, el coeficiente de temperatura puede ser reducido a casi cero.

### Mecanismo de coercividad
Los imanes SmCo5 tienen una muy alta coercividad (fuerza coerciva); esto es, no son desmagnetizados fácilmente. Se fabrican mediante empacar polvos magnéticos de amplio rango de grano y de un solo dominio. Todas las motas son alineadas con el eje de fácil imanación. En este caso, todas las paredes de los dominios están a 180°. Cuando no hay impurezas, el proceso inverso del imán a granel es equivalente a motas de un solo dominio, donde el mecanismo dominante es la rotación coherente. Sin embargo, debido a la imperfección en la fabricación, pueden ser introducidas impurezas en los imanes, las cuales forman un núcleo. En este caso, debido a que las impurezas pueden tener menor anisotropía o ejes de fácil imanación desalineados, sus direcciones de magnetización son más fáciles de girar, lo que rompe la configuración de 180° de la pared de dominios. En tales materiales, la coercividad es controlada por nucleación. Para obtener mucha coercividad, el control de impurezas es crítico en el proceso de fabricación.

## Serie 2:17
Estas aleaciones (escritas como Sm2Co17, o SmCo Serie 2:17) son endurecidas por envejecimiento con una composición de dos átomos de samario y 13–17 átomos de metales de transición. El contenido de metales de transición es rico en cobalto, pero contiene otros elementos tales como el hierro y el cobre. Otros elementos tales como circonio, hafnio, etc. pueden ser añadidos en pequeñas cantidades para lograr una mejor respuesta al tratamiento con calor. En masa, la aleación generalmente contendrá 25 % de samario. Los productos de energía máximos de estas aleaciones van desde el rango de 20 hasta 32 MGOe, lo que es alrededor de 160-260 kJ/m³. Estas aleaciones tienen el mejor coeficiente de temperatura reversible de todas las aleaciones de tierras raras, siendo típicamente de -0.03 %/°C. Los materiales de "segunda generación" pueden también ser utilizados a mayores temperaturas.

### Mecanismo de coercividad
En los imanes de Sm2Co17, el mecanismo de coercividad está basado en el fijado de la pared de dominios. Las impurezas dentro de los imanes impiden el movimiento de la pared de dominios y de este modo se resiste al proceso de magnetización inversa. Para incrementar la coercividad, son añadidas impurezas de manera intencional durante el proceso de fabricación.

## Maquinado de samario–cobalto
Las aleaciones son típicamente maquinadas en el estado desmagnetizado. El samario–cobalto debe ser molido usando un proceso de molienda en húmedo (refrigerantes basados en agua) y una rueda moledora de diamante. Al desecho de la molienda producido no debe permitírsele secar completamente ya que el samario–cobalto tiene un bajo punto de ignición. Una pequeña chispa, como las producidas por electricidad estática, pueden fácilmente comenzar la combustión. El fuego producido será extremadamente caliente y difícil de controlar.

## Producción
Los métodos de reducción/fundido y reducción/difusión son utilizados para manufacturar los imanes de samario–cobalto. El método de reducción/fundido será descrito debido a que es usado tanto para la producción de SmCo5 y Sm2Co17. Las materias primas son fundidas en un horno de inducción llenado con gas argón. La mezcla es arrojada dentro de un molde y enfriada con agua para formar un lingote. El lingote es pulverizado y las partículas son además molidas para reducir aún más el tamaño de partícula. El polvo resultante es presionado en un dado de la forma deseada, dentro de un campo magnético para orientar el campo magnético de las partículas. Se aplica sinterizado a una temperatura de 1100˚C–1250˚C, seguido por un tratamiento en disolución a 1100˚C–1200˚C finalmente se realiza un templado al imán alrededor de 700˚C–900˚C. Es entonces molido y magnetizado para incrementar sus propiedades magnéticas. El producto finalizado es probado, inspeccionado y empacado.

## Riesgos
- Los imanes de samario–cobalto pueden astillarse fácilmente; debe utilizarse protección en los ojos cuando se manejan.
- Permitir a los imanes chocar entre sí se hagan añicos, lo que puede causar un riesgo potencial.
- El samario–cobalto es manufacturado mediante un proceso llamado sinterización, y como con todos los materiales sinterizados, las inherentes grietas son muy posibles. Los imanes no proveen integridad mecánica; en su lugar, el imán debe ser utilizado para sus funciones magnéticas y otros sistemas mecánicos deben ser diseñados para proveer la confiabilidad mecánica del sistema.

## Atributos
- Son extremadamente resistentes a la desmagnetización.
- Tienen buena estabilidad con la temperatura (temperaturas máximas de uso entre 250 y 550 °C; temperaturas de Curie desde 700 hasta 800 °C).
- Son caros y están sujetos a fluctuaciones de precio (el cobalto es sensible a los precios del mercado).

### Propiedades materiales
Algunas de las propiedades de los imanes de samario–cobalto incluyen:
- Densidad: 9.7 cm
- Resistividad eléctrica: 0.8×10−4 Ω·cm
- Coeficiente de expansión térmica (perpendicular al eje): 12.5 µm/(m·K)
- Variación de la densidad de flujo menor a 5 % para un cambio de temperatura de 100 °C a que mamila

### Usos
Fender utiliza uno de los últimos diseños del legendario diseñador de guitarras Bill Lawrence, llamada Serie de Pastillas Silenciosas de Samario Cobalto (SCN, por sus siglas en inglés) en la clásica de Fender Hot Rod '57 Stratocaster. Las pastillas silenciosas de samario-cobalto se usaron en la Serie de Lujo de Guitarras y Bajos Estadounidenses desde el 2004 hasta inicios del 2010.
Otros usos:
- Motores eléctricos de alta gama usados en las clases más competitivas en carreras de automóviles a escala slot.
- Turbomáquinas
- Imanes de tubos de onda progresiva
- Aplicaciones que requieren que el sistema funcione a temperaturas criogénicas o a muy altas temperaturas (más de 180 °C).
- Aplicaciones en las que se requiere que el rendimiento sea consistente con el cambio de temperatura.